# Alexandre de Bernay
Alexandre de Bernay (auch Alexander von Paris; * um 1150 in Bernay; † um 1190) war ein Autor aus der Normandie, der mit Li romans d’Alixandre eine der frühesten volkssprachlichen Versionen des Alexanderromans schuf, die sogenannte Zwölfsilberfassung. 

## Bedeutung
Statt wie zuvor in acht- oder zehnsilbigen Versen war Bernays Alexanderroman in Zwölfsilbern, sogenannten Alexandrinern, abgefasst, die darin erstmals eine durchgehende Verwendung fanden. Darum glaubte man eine Zeitlang, das alexandrinische Versmaß (vers alexandrin) gehe auf Alexandre de Bernay zurück und sei nach ihm benannt.
Alexandre de Bernay gab dem Alexanderroman seine endgültige, bis heute überlieferte Form in fünfzehn- bis sechzehntausend Alexandrinern. Von ihm stammt auch die Unterteilung in vier Überlieferungsstränge oder „Zweige“ (Branchen). Als Kompilator integrierte Bernay sowohl das „Alexanderlied“ des Albéric de Pisançon als auch den zehnsilbigen Alexanderroman (Alexandre decásyllabique) als auch Alixandre en Orient des Lambert le Tort (altfranz.: Lamberz li Tors) in seine Fassung.

## Werke
- Li romans d’Alixandre. Composé par Alexandre de Paris & Lambert li Cort. (Digitalisat online)
- Roman ou la Geste d’Alexandre: 1) Le Voeu du Paon; 2) Le Restor du Paon; 3) Le Testament d’Alexandre; 4) La Vengeance d’Alexandre.[4]
- Athis et Prophilas (Ritterroman)
- La belle Hélene de Constantinople